# Louisa Nécib
Louisa Nécib Cadamuro (Marseille, 1987. január 23. –) algériai származású francia válogatott labdarúgó, középpályás.

## Sikerei, díjai

### Klub
Celtic Marseille
- Division 3 győztes: 2003–04

 Montpellier HSC
- Francia kupagyőztes: 2006–07

 Olympique Lyon
- D1 Féminine bajnok: 2007–08, 2008–09, 2009–10, 2010–11, 2011–12, 2012–13, 2013–14, 2014–15, 2015–16
- Francia női kupagyőztes: 2007–08, 2011–12, 2012–13, 2013–14, 2014–15, 2015–16
- Bajnokok Ligája győztes: 2010–11, 2011–12, 2015–16
- Klubvilágbajnok: 2012
- Valais kupa: 2014

### Válogatott
Franciaország
- Ciprus-kupa: 2012, 2014

### Egyéni
- Az év játékosa (1): 2009